# Taneda
La taneda è un liquore digestivo di origini valtellinesi preparato con i fiori dell'Achillea erba-rotta moschata, nota anche come erba iva, detta in dialetto bormino appunto "taneda".

## Origine del nome
Taneda è il nome dialettale dell'Achillea moschata, nota anche come Erba Iva, o Erba Livia. Achillea Moschata Wulfen è una pianta endemica che cresce su rocce silicee, ghiaioni e pascoli sassosi lungo le Alpi Retiche dai 1800 fino a 3400 m s.l.m. e da sempre utilizzata dalle popolazioni locali per le sue proprietà digestive, soprattutto sotto forma di tisana o di liquore. La parte utilizzata è la sommità fiorita.

## Preparazione
La Taneda può essere utilizzata come tisana digestiva se si usano i suoi fiori secchi. Per la preparazione del liquore invece si richiedono pochi ingredienti e si prepara facilmente anche in casa. È necessaria la macerazione al buio dei fiori freschi di achillea moschata in alcool e, dopo almeno 20 giorni, la filtrazione e l'aggiunta di zucchero e acqua secondo il grado alcolico che si vuol raggiungere (solitamente 21 gradi alcolici).

## Aspetto e sapore
La Taneda fatta in casa si presenta come un liquore molto forte, di colore giallo-verdastro e dall'intenso sapore di erbe. Si beve come digestivo, solitamente solo dopo pasti molto pesanti.